# 陈宗礼
陈宗礼（1203年—1271年），字立之，号千峰。建昌军南丰县（今江西省南丰县）人。南宋末年大臣，宋度宗时权参知政事。

## 生平
陈宗礼年轻时贫困致力读书，从袁甫而学。宋理宗淳祐四年（1244年）四十二岁时举进士。淳祐十二年（1252年），为邵武军判官。入为国子正，转任太学博士、国子监丞兼沂靖惠王府教授。宝祐元年（1253年），担任秘书郎。宝祐二年（1254年），转任秘书省著作佐郎，兼考功郎官，历任兼国史实录院校理、尚左郎官兼右司。不满丁大全擅权，劝戒理宗要得天下四海之心。官至秘书监。景定四年（1263年）拜侍御史，转任刑部尚书。宋度宗即位，陈宗礼被任命为殿中侍御史兼侍讲，权礼部侍郎兼给事中。进读《孝宗圣训》时，上奏：“有功不赏，有罪不罚，虽尧舜不能治天下。”劝度宗赏善罚恶。转任礼部侍郎、权礼部尚书，后为端明殿学士、签书枢密院事。咸淳六年（1270年）官至权参知政事，以直言清节、廉正耿直著称，次年，在任上去世，赠开府仪同三司，封盱江郡侯，谥文定。寓居盱城，堂中置书数千卷。著有《寄怀斐搞》、《曲辕散木集》等，室名“训畲堂”。

## 延伸阅读
[在维基数据编辑]
 《宋史·卷421》，出自脱脱《宋史》